# Parc Arboretum de Montfermeil
Le Parc Arboretum de Montfermeil (10,9 hectares) est un parc et arboretum situé à Montfermeil, Seine-Saint-Denis, Île-de-France, France . Il est ouvert tous les jours sans frais.
Le parc a été formé en combinant deux parcs existants, l'ancien parc du château des Cèdres, le long de la rue de l'Église, et le parc Jean Valjean, avec un aménagement paysager étendu au cours duquel 731 arbres et buissons ont été plantés, s'ajoutant aux 489 arbres déjà en place. Conçu par l'agence d'architecture du paysage PASODOBLE, il a ouvert au public en 2006.
La principale caractéristique du parc est une longue digue incurvée qui sépare le site en deux sections distinctes: un grand parc de style naturel au nord-ouest et un petit espace géométrique à l'est. Chacun a son propre étang de chaque côté de la digue. Le parc contient 3,3 kilomètres de sentiers pédestres et cyclables.
L'arboretum proprement dit est planté sur un ensemble de 17 banquettes appelées "cairns" à travers tout le parc, organisé comme une "galerie d'évolution" qui commence au bord de l'eau, puis se déroule comme suit: 1 origines ( Ginkgo Biloba ), 2 fossiles vivants ( Cryptomeria japonica, Cunninghamia lanceolata, Metasequoia, Sequoiadendron, Taxodium distichum ), 3-6 dinosaures et gymnospermes, 7-10 l'ère tertiaire des mammifères et des angiospermes, 11-17 l'humanité et l'aménagement paysager, culminant dans les Jardins Chromatiques (jardin des couleurs).

## Voir également
- Liste des jardins botaniques de France

## Les références
- Parc Arboretum de Montfermeil
- Carte avec listes d'espèces (français)
- Amenagement du parc arboretum (français)
- Annonce Île-de-France (français)
- L'arboretum, un parc dans le parc (Français)
- Wikipedia Parc_Arboretum_de_Montfermeil (Anglais)